# Gustav Waldau
Gustav Waldau, nato Gustav Theodor Clemens Robert Baron von Rummel (Ergolding, 27 febbraio 1871 – Monaco di Baviera, 25 maggio 1958), è stato un attore tedesco.

## Filmografia
- Amore di principe (Des jungen Dessauers grosse Liebe), regia di Arthur Robison (1933)
- Saison in Kairo, regia di Reinhold Schünzel (1933)
- Teresa Krones (Ihr größter Erfolg), regia di Johannes Meyer (1934)
- Klein Dorrit, regia di Carl Lamac (1934)
- Così finì un amore (So endete eine Liebe), regia di Karl Hartl (1934)
- Sinfonie di cuori (Du bist mein Glück), regia di Karl Heinz Martin (1936)
- La canzone del cuore (Die Stimme des Herzens), regia di Karl Heinz Martin (1937)
- Yvette, regia di Wolfgang Liebeneiner (1938)
- Fasching, regia di Hans Schweikart (1939)
- Jenny und der Herr im Frack, regia di Paul Martin (1941)
- Lache Bajazzo, regia di Leopold Hainisch (1943)
- Der zweite Schuß, regia di Martin Frič (come Martin Fritsch) (1943)
- Il barone di Münchhausen (Münchhausen), regia di Josef von Báky (1943)
- Tante Jutta aus Kalkutta, regia di Karl Georg Külb (1953)